# 天吉泰镇
天吉太镇，是中华人民共和国内蒙古自治区巴彦淖尔市五原县下辖的一个乡镇级行政单位。

## 行政区划
天吉太镇下辖以下地区：
天吉太村、兴丰村、毛家桥村、熊万库村、二合永村、永红村、景华村、景阳林村和复丰村。